# Leocrates chinensis
Leocrates chinensis är en ringmaskart som beskrevs av Pleijel 1998. Leocrates chinensis ingår i släktet Leocrates och familjen Hesionidae. Inga underarter finns listade i Catalogue of Life.